# Werner Winkler (Chemiker)
Werner Winkler (* 27. Dezember 1913 in Waldheim; † 10. September 1964 in Berlin) war ein deutscher Chemiker und Politiker (SED). Er war Minister für chemische Industrie der DDR.

## Leben
Als Sohn eines Arbeiters studierte er nach dem Besuch der Volksschule und des Gymnasiums an der Universität Leipzig Chemie, promovierte 1940 ebenda zum Dr. rer. nat. (Über Permanganate als Oxydationsmittel und über das o-Diacetylbenzol). Anschließend arbeitete er als Chemiker in Berlin und Sachsen. Von 1931 bis 1945 war Winkler Mitglied der NSDAP.
1948 trat er der SED bei, war 1950/51 Hauptdirektor der VVB Kunstfaser und Direktor des VEB Kunstseidenwerk in Schwarza, ab 1951 Werkdirektor des VEB Chemiefaserwerk in Premnitz. Von April 1953 bis 1956 war er Staatssekretär, Stellvertreter bzw. Erster Stellvertreter des Ministers für chemische Industrie und schließlich von Juni 1956 bis Februar 1958 Minister für chemische Industrie der DDR. Von Februar 1958 bis 1963 leitete er die Abteilung chemische Industrie in der Staatlichen Plankommission (SPK) und war seit Januar 1960 stellvertretender Vorsitzender der SPK. Von 1961 bis Juni 1963 wirkte er als Vorsitzender der Ständigen Kommission für chemische Industrie im RGW. Er wurde aus Gesundheitsgründen abgelöst und war danach als Mitglied des Vorstandes des Forschungsrates beim Ministerrat der DDR tätig.
Ab April 1956 war er Professor an der Technischen Hochschule Leuna-Merseburg und ab Juli 1957 Mitglied des Forschungsrates der DDR.

## Werke
- Die Entwicklung der chemischen Industrie in der DDR und ihre Perspektiven bis 1965. Technische Hochschule Dresden, Abteilung Wissenschaftliche Publikation und Presse, 1959.

## Auszeichnungen
- Nationalpreis der DDR (1950, 1954)
- Vaterländischer Verdienstorden in Silber und in Gold (1960)[5]